# Лавр Шкурла
Митрополит Лавр (енгл. Metropolitan Laurus, световно име Василиј Михајлович Шкурла, слч. Vasiľ Škurla; Ладомирова, 1. јануара 1928 — Џорданвил, 16. март 2008) био је Првојерарх Руске православне заграничне цркве, митрополит Источноамерички и Њујоршки.

## Биографија
Рођен 1. јануара 1928. године у селу Ладомирову у Чехословачкој.
Са 12 година ступио је у локални Манастир светог Јова Почајевског.
Током Другог свјетског рата са братијом је прешао у Манастир Свете Тројице у Џорданвилу у америчкој држави Њујорк.
14. јануара 1950. године рукоположен је у јерођакона, 27. јуна 1954 године - у јеромонаха. Исте године је дипломирао Свете-Троицкую богословию у Џорданвилу.
13. августа 1967. године је хиротонисан за епископа Манхетнског, викария Источно-Американске и Њујоркшке епархији.
Од 1975. до своје смрти служио је као насојатељ Манастира Свете Тројице у Џорданвилу.
20. октобра 1981. Архијерејским Синодом на основу утврђивања Архијерејског Сабора подигнут је за архиепископа.
У октобру 2001. је изабран уа предстојатеља Руске заграничне цркве.
У мају 2007. Митрополит Лавр је, уз Патријарха Московског и све Русије Алексија, најзаслужнији за успостављање канонског општења између Московске патријаршије и Руске заграничне цркве.
Преминуо је 16. марта 2008. године у Џорданвилу.